# تدريب وظيفي

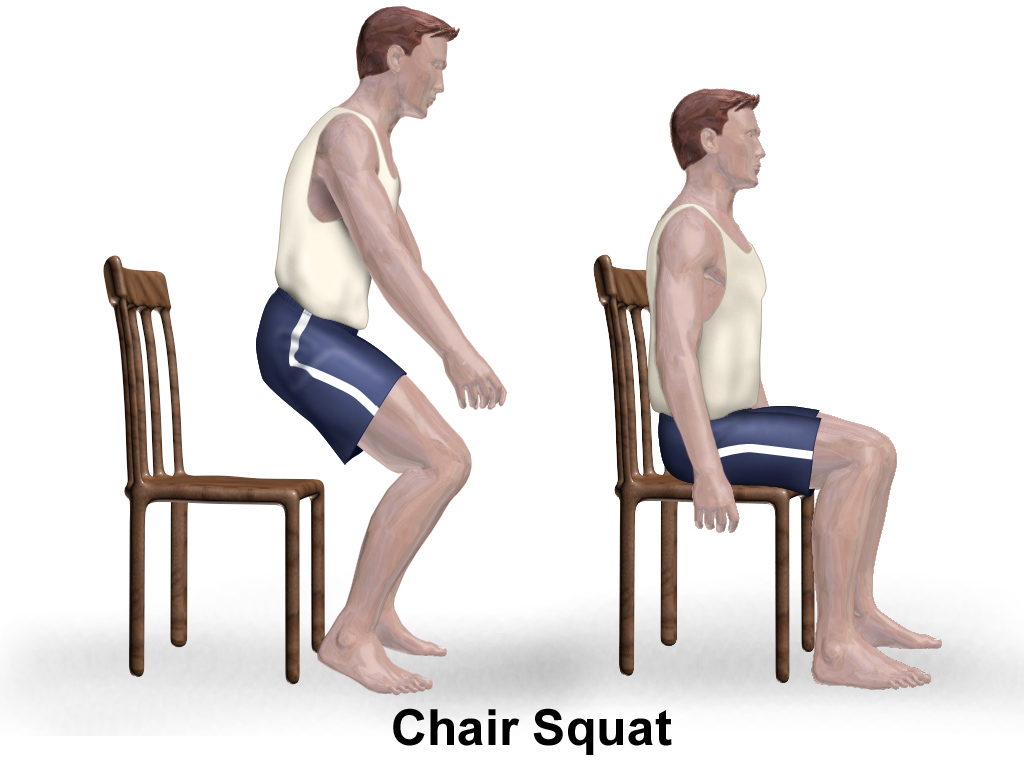
ارتباط وظيفي من الروسيه

التدريب الوظيفي هو نوع من التمارين والذي يتضمن تدريب الجسم على الأنشطة التي يقوم بها في الحياة اليومية.

## أصولها
للتدريب الوظيفي جذور في إعادة التأهيل. أخصائيوا العلاج الطبيعي والمهني وأخصائيوا المعالجة اليدوية يستخدمون هذا النهج لإعادة تدريب المرضى الذين يعانون من اضطرابات الحركة.
التدخل العلاجي يصمم ليشمل تمارين في مجالات ذات المغزى لكل مريض متماشية مع المهام والظروف الخاصة به بحيث تهدف بشكل عام لاستقلاله الوظيفي. على سبيل المثال، التدريبات التي تحاكي ما يؤديه المرضى في المنزل أو العمل يمكن أن تدرج في العلاج من أجل مساعدة الموضى للعودة إلى حياتهم أو وظائفهم بعد الإصابة أو الجراحة. إذا كانت وظيفة المريض تتتطلب رفع الأحمال الثقيلة مراراً وتكراراً فان التأهيل سيركز على رفع الأحمال الثقيلة، و إذا كان المريض والدا لأطفال صغار سيستهدف رفع أوزان معتدلة والقدرة على التحمل، أما إذا كان المريض عداءٌ في الماراثون سيستهدف تدريبه إعادة بناء القدرة على التحمل. على أية حال يجب أن يصمم البرنامج العلاجي بعد دراسة متأنية لحالة المريض وأهدافه التي يرغب في تحقيقها مع ضمان أن تكون أهداف العلاج واقعية وقابلة للتحقيق.
التدريب الوظيفي يسعى لتكيّف أو تصميم التمارين لتساعد الأفراد بأداء أنشطة الحياة اليومية بشكل أكثر سهولة و دون إصابات.
في سياق بناء العضلات، التدريب الوظيفية يشمل في الدرجة الأولى تمارين تحمل الوزن التي تستهدف العضلات الأساسية في البطن وأسفل الظهر. كتب فابيو مارتيلا أن معظم مرافق اللياقة البدنية لديها مجموعة متنوعة من الآلات التدريب بالأوزان التي تستهدف عضلات محددة على حده. ونتيجة لذلك، فإن هذه الحركات لا تحمل بالضرورة أي علاقة بالحركات التي يمارسها الناس في أنشطتهم العادية أو الرياضية.
في التأهيل، ليس من الضرورة أن يشمل البرنامج على تمارين تحمّل الأوزان، ولكن يمكن أن يستهدف أي مهمة أو مجموعة من المهام  التي يعاني المريض من صعوبة فيها، تمارين التوازن على سبيل المثال غالباً ما تُدمج في الخطة العلاجية للمريض الذي يعاني من اختلال في التوازن نتيجة إصابة أو مرض.

## الأدلة
إعادة التأهيل بعد السكتة الدماغية تطور على مدى 15 عاماً من العلاج التقليدي إلى التمارين التي تحاكي مهمة محددة والتي تشمل التدريب على الوظائف الأساسية والمهارات و القدرة على التحمل (العضلات و القلب والأوعية الدموية). استخدام التدريب الوظيفي في التأهيل بعد السكتات الدماغية مدعوم في الأبحاث القائمة على الأدلة.

لقد أُثبت أن التمارين التي تستهدف مهمة محددة تنتج تغيرات طويلة الأمد في تنظيم في مناطق الدماغ التي تستخدم مع كل مهمة. أظهرت الدراسات أيضا أن المرضى يتحسنون بشكل أكبر في المهام الوظيفية المستخدمة في إعادة التأهيل لهم وكذلك يكتسبون تحسن أضافي عند متابعتهم بعد انتهاء برنامج التأهيل وذلك لأنهم من المتوقع أاستمرارهم في ممارسة هذه المهام في حياتهم اليومية.

## المعدات
أمثلة على بعض المعدات:

الماكيبل

آلات كابل

الباربيل

الكرة الطبية

الكيتلبيل

التدريب بإستخدام وزن الجسم

كرة العلاج الطبيعي

(تسمى كذلك كرة  التمارين
أو الكرة السويسرية)

حبل المقاومة

لوح التمايل والأهتزتز

معدات إهتزاز لكامل الجسم

قرص التوازن

أكياس رملية

الجهاز المعلق

لوح الإنزلاق

في التأهيل يتم اختيار المعدات من حيث ملاءمتها للمريض. في كثير من الحالات الاحتياج يكون لمعدات قليلة وتشمل الأشياء المألوفة والمستخدمة من قبل المريض.

### آلات كابل
آلات كابل (المعروفة أيضا باسم آلات البكرات) هي آلات كبيرة عامودية، إما ذات بكرة واحدة فقط أو بكرتين (على الجانبين). هذه الأجهزة تسمح للرياضي بتفعيل كل المجموعات العضلية الرئيسية أثناء الحركة في مستويات متعددة. 
آلات كابل توفر حركة مستمرة على نحو سلس مما يقلل من الحاجة إلى قوة دافعة لبدء تكرار التمرين. توفر هذه الآلات التوتر المستمر العضلات مما يسهل على العضلات الوصول لذروة التقلص خلال كل تكرار للتمرين وكذلك يعتبر وسيلة آمنة لأداء تمارين التمدد العكسي للعضلة. بالإضافة لذلك توفر هذه الأجهزة مجموعة متنوعة من الملحقات التي تتيح قدراً كبيراً من المرونة في تطبيق التدريبات وتمرين أجزاء الجسم المستهدفة. 

## عناصر برنامج التمارين الوظيفية
ليكون برنامج التمارين الوظيفية فعالاً ينبغي أن يشمل البرنامج عدداً من العناصر المختلفة التي يمكن تكييفها لإحتياجات الفرد أو أهدافه:
- مبنياً على المهام الوظيفية الموجهة نحو أنشطة الحياة اليومية.
- الفردية - برنامج التدريب يجب أن تكون مصمم لكل فرد. أي برنامج يجب أن تكون أهدافه محدده للفرد مع التركيز على المهام ذات المعنى. كذلك يجب أيضا أن تكون خاصة للحالة الصحية للفرد بما في ذلك أي اصابة حالية أو سابقة. لذلك لابد من تقيم يساعد في اختيار نوع التمرين وحمل التدريب.
- التكامل – يجب أن تشمل مجموعة متنوعة من التمارين التي تعمل على المرونة وتقوية الجذع و  التوازن والتقوية مع التركيز على ان تكون الحركات في مستويات متعددة
- التدرج (Progressive) – الزيادة التدريجية في صعوبة المهمة.
- الفترات – عن طريق التدريب مع توزيع التمارين على فترات بمهام متنوعة
- التكرار
- التلاعب بطريقة استخدام الأدوات المستخدمة في الحياة الحقيقية .
- التطبيق في سياق بيئات محددة.
- ردود فعل كلاً من المريض والأخصائي أو المعالج اتجاه البرنامج بعد تطبيقه ينبغي أن تاخذ بالاعتبار.